# ダルース (ジョージア州)
ダルース（Duluth）は、アメリカ合衆国ジョージア州のグイネット郡にある都市。人口は3万1873人（2020年）。アトランタの北東40キロメートルに位置している。地名はミネソタ州のダルースに由来している。

## 歴史
入植が始まったのは1821年頃と推定されている 。綿花のプランテーションが開拓され、労働者として黒人奴隷が導入された。しかし、本格的な街が形成されたのは1870年代に鉄道が開通してからである。鉄道によって物資の大量輸送が可能になり、農産物を加工する産業が発展した。
第二次世界大戦後は鉄道の利用が低下したため旅客輸送は廃止されたが、貨物輸送は続けられている。アムトラックが長距離列車を運行しているがダルースには停車しない。利用にはアトランタかゲインズビルまで行く必要がある。

## 民族構成
2020年アメリカ合衆国国勢調査によると、市の人口の23パーセントはアジア系アメリカ人である。これはジョージア州では高い数値である。

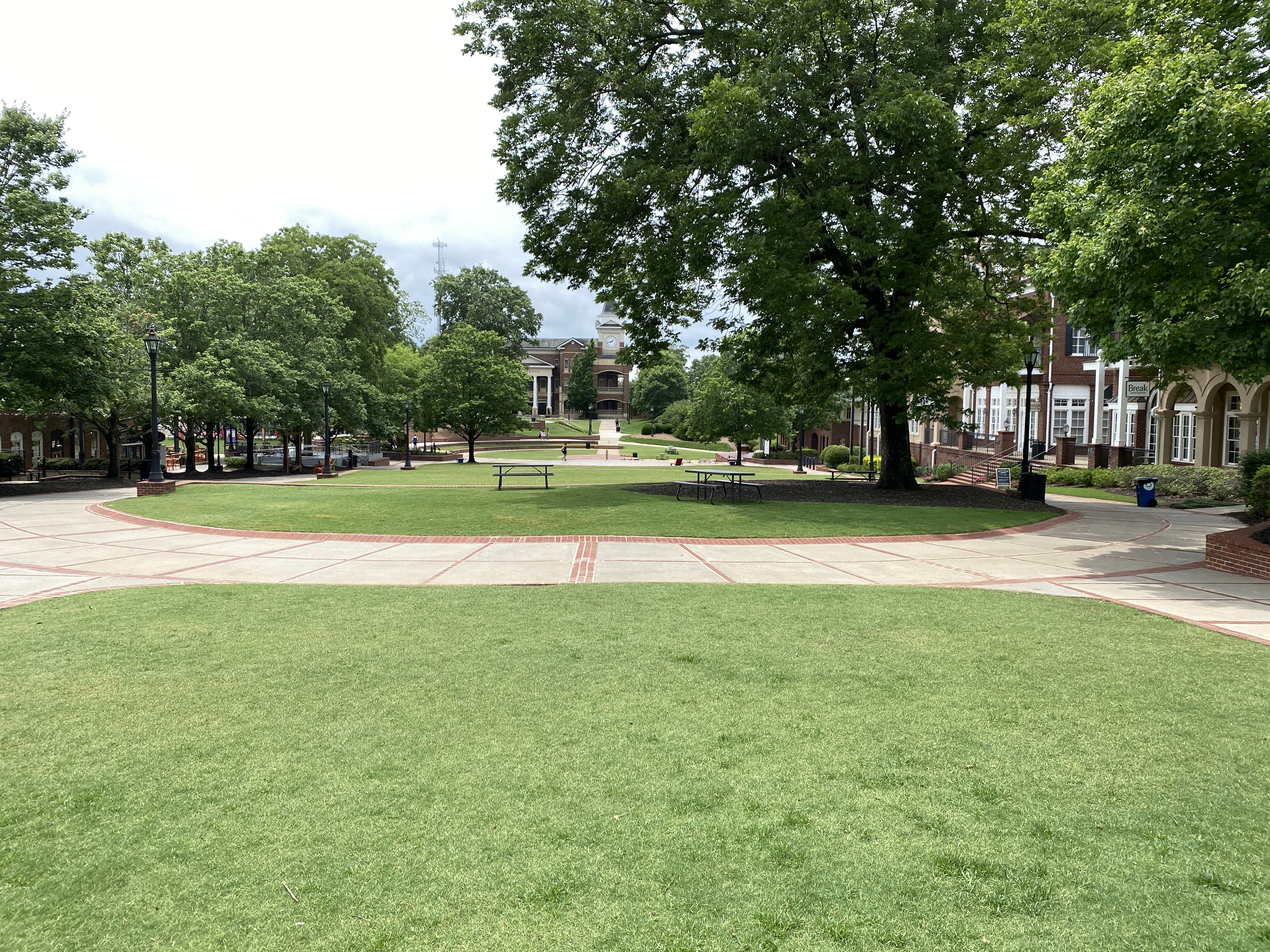
フェスティバル広場